# スリ

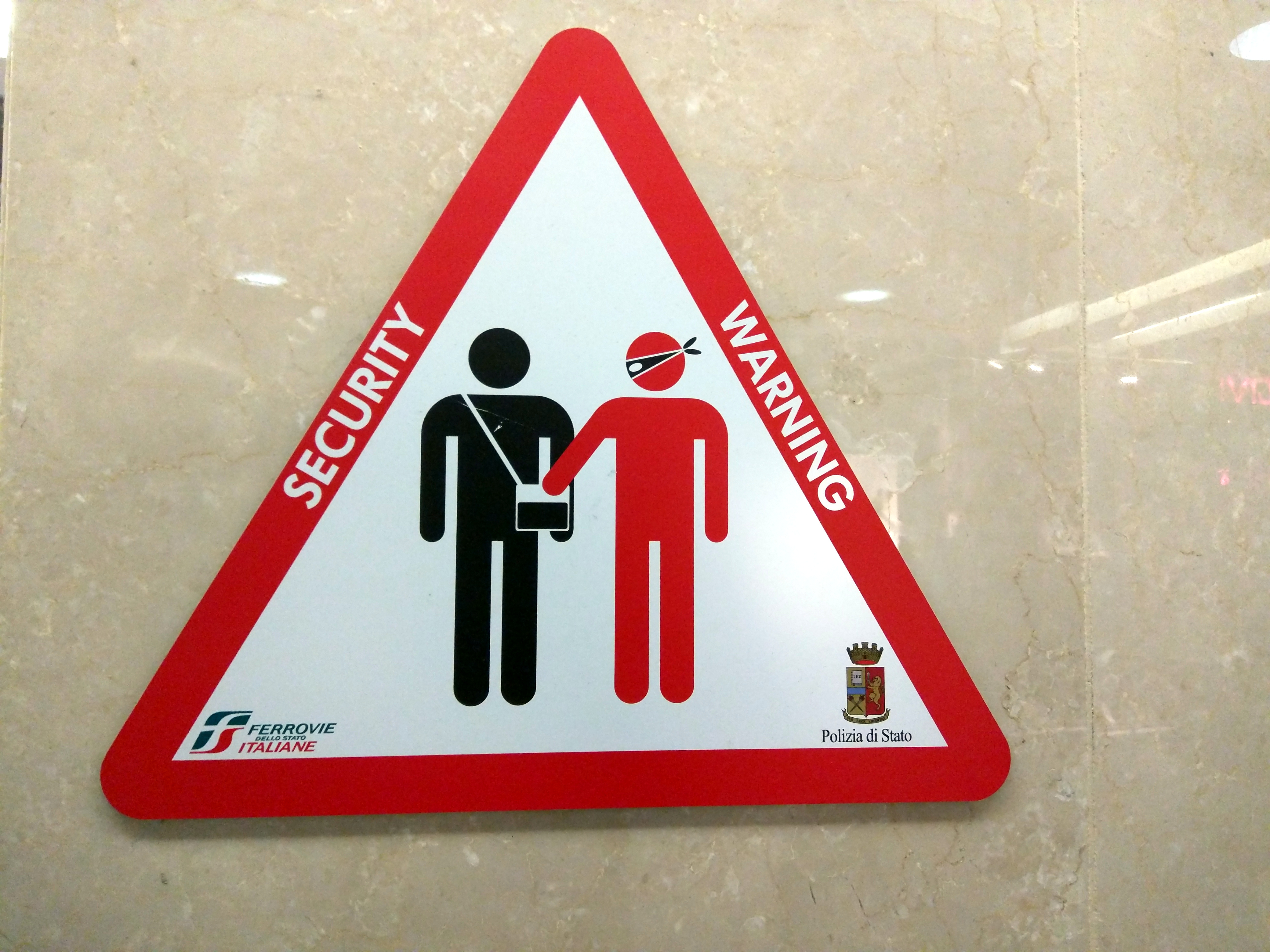
スリに注意を促す標識

スリ（英語: pickpocketing、pickpocket）とは、他人の懐などから金品などを気づかれないようにかすめとる行為、またそれを行う者のこと。
行為には「掏摸」、行う者には「掏児」の字を当て、読みはどちらも「スリ」。別称として「巾着切り」（きんちゃっきり）、また京阪神地方では「チボ」などがある。

## 概説

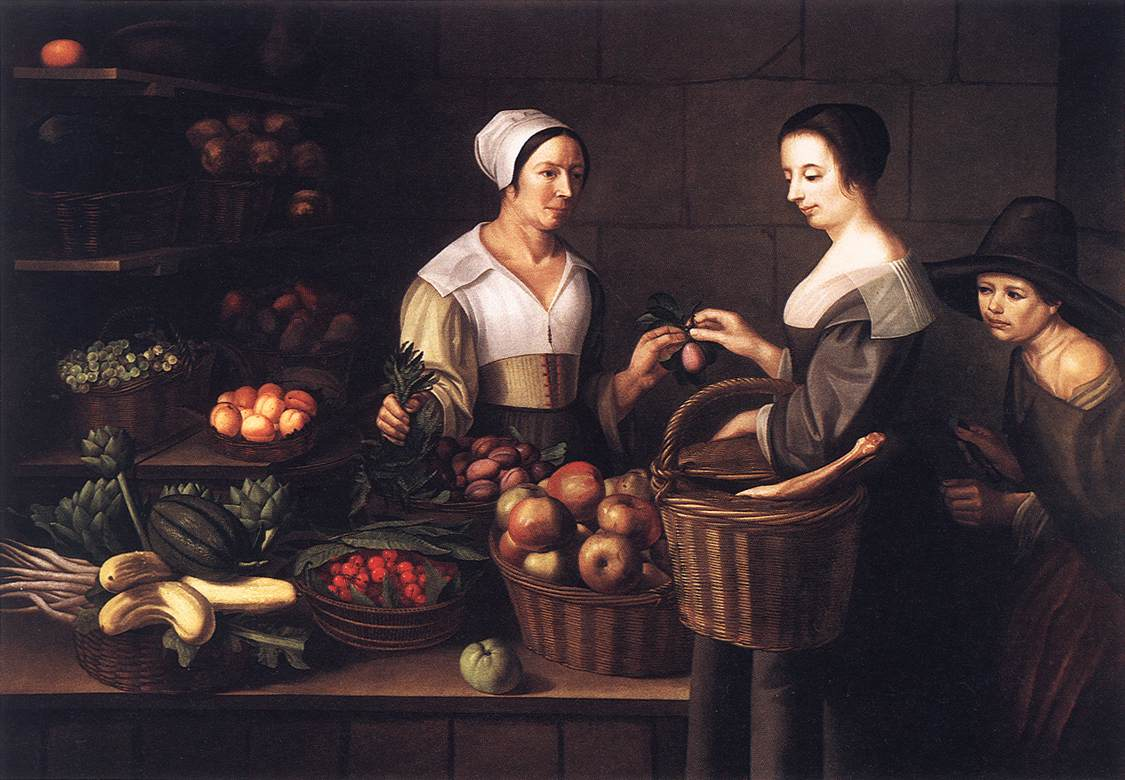
買い物中の女性の背後から掏り取るスリ犯（右側）。ルイーズ・モワヨン (1610-1696) 画。

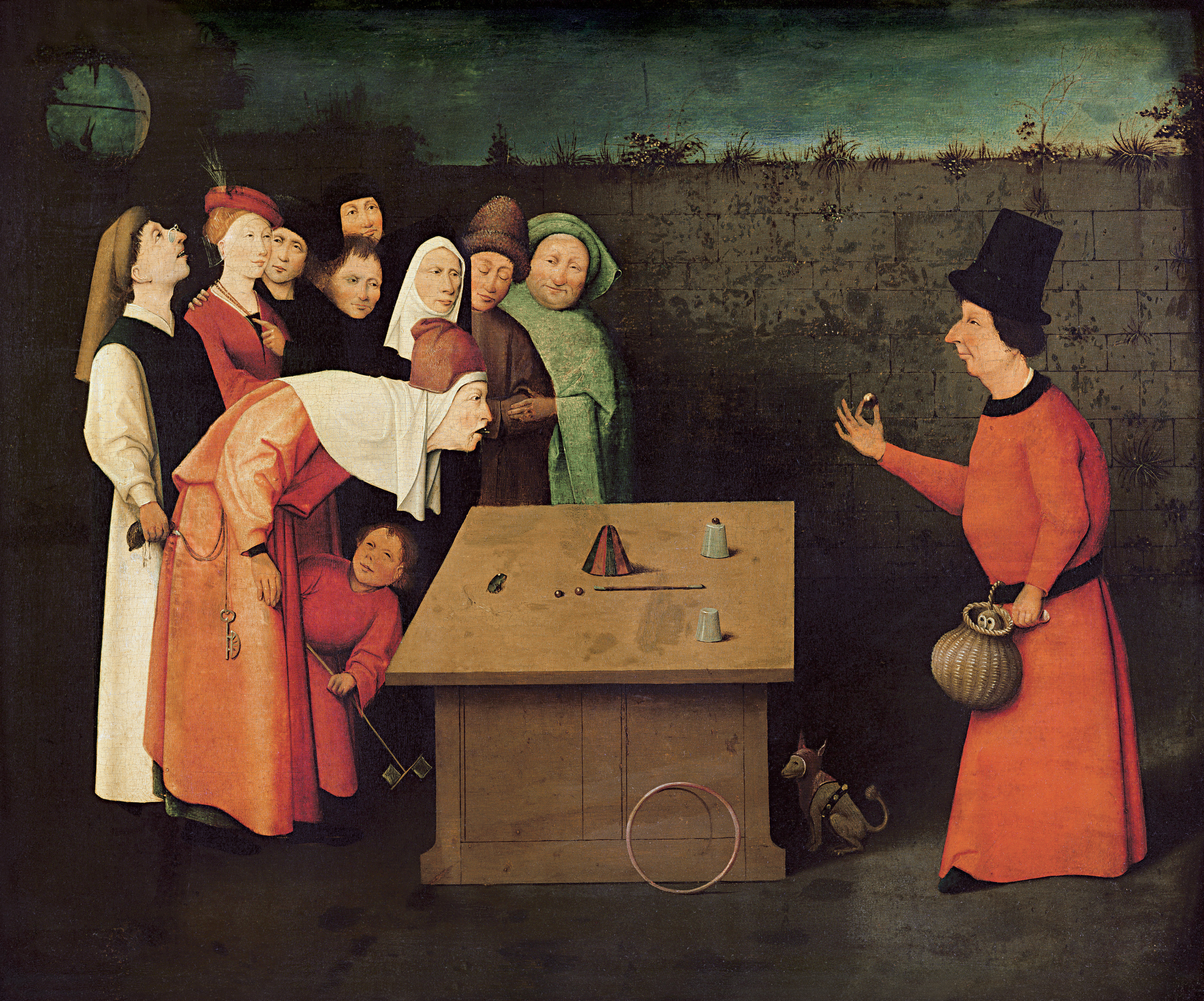
ヒエロニムス・ボッシュ（15世紀ごろの画家）の絵。見せ物に夢中になっている男性の背後から、一番左の男が掏り取っている。

犯罪類型としては窃盗の一特殊型とされ、ひったくりなどとともに街頭犯罪に分類される。また、窃盗は侵入盗（空き巣や事務所荒らしなど）、乗物盗（自動車盗など）、非侵入盗（ひったくり、車上狙いなど）に分類されることもあるが、その場合は非侵入盗に分類される。
国際犯罪被害実態調査の財産犯罪のカテゴリーでは個人所有物の窃盗（personal theft）に分類されている。「国際犯罪被害実態調査（2004／2005年）」によると、各国で平均して個人所有物の窃盗の約3分の1が被害者が盗難物を携帯していたスリ（pickpocketing）のケースだったとしている。
公共交通機関の乗物で混雑の中でスリを専門に行う者を「箱師（はこし）」、それ以外の繁華街の混雑の中でスリを専門に行う者を「平場師（ひらばし）」と呼ぶ。また、新米のスリは物を取ったらすぐに駆け出すことから「駆け出し」という言葉が生まれた。

## 日本
スリは、刑法上の窃盗罪が適用され刑事罰の対象となる。電車内で刃物や催涙スプレーを使用するなどして逃走する武装すり団は、強盗罪の適用が問題となる。

### 日本での歴史
山科言経の日記「言経卿記」文禄3年（1594年）8月24日の条に、石川五右衛門について、「正午天晴、盗人スリ十人また一人者釜にて煮らる」とあるから、盗人とスリとは区別されていたという。慶長2年（1597年）3月の記事に「一、辻切すり盗賊之儀に付、諸奉公人侍は五人侍下人は十人組に連判を続、右悪逆不可仕旨請定可申事」とあることもそれを証するという。当時のスリは無頼の徒は道行くひとにすりよって悪事をなし、携帯品をかすめ取るので、スリと呼ばれ、下緒ヌキと並び称され、貞享・元禄ごろ、巾着切りの名前になって巧妙化した。
元禄・宝永ごろに名人坊主小兵衛が現われたが、これは同心目付役加賀山（加々山）権兵衛の寵愛を受けた。このころからスリと同心の因縁が生じたという。当時の手口は袂さがし、腰銭はずし、巾着切りが主で、敲きの上門前払いに処罰されたが、巾着切りの横行の流行にかんがみ、延享4年（1747年）2月、御定書に「一、巾着切、一、腰錢袂錢を抜取候者、右何れも可為入墨之刑事。儋(但)入墨之者惡事不相止召捕候はば死罪」と達せられ、突き当たりの手口で荒稼ぎする者を入れ墨、重敲すべきを見合わせて死罪にする判例が生じた。その手口はますます巧妙化し、荒稼ぎ、山越し、達磨外し、から、天保ごろから、違（ちがい。すれ違いざまにおこなう）、飛（かっさらい）、どす（おどしとり）へと変わり、白昼の追いはぎも現われ、スリは並抜きをして、同類と共同で稼ぐものもあったので、遂に天保の大検挙が行われ、万吉、虎、勇九郎、遠州屋のような有名なスリの入牢があった。しかしその後もスリの跳梁跋扈はやまず、天保の大検挙で入牢した親分たちが出牢するにおよんでますますさかんになり、慶応元年（1865年）、浅草年の市には勇九郎の流れをくむ秀奴の手合いが手当たり次第にすりとった紙入れは炭俵1杯分あって、石を付けて大川に放り込んだという。また、必ず集団で行動し、仲間のスリがしくじった場合は見ず知らずの町人を装った仲間が袋叩きにし、番屋に突き出す振りをして奪還した。組に所属しない流しのスリは十指全てをへし折られる凄惨な制裁を受けた。
明治以前はスリは町人全盛の大坂に多く、技量の点でも上方がスリの本場であったが、明治維新となり、東京に人口が集中し、スリの恐れた武士の帯刀が禁じられ、富豪が増え、上方から東京に所がえするものがおおくなり、明治20年（1887年）ごろ、秀奴の子分の地蔵の栄のまた子分の巾着屋の豊が東京市中のスリを統合して組織化し、京阪のスリは非常に多く東京に集まった。当時、スリには「箱師」（電車内専門）、「ボタハタキ」（縁日や劇場など人混み内専門）、「違い」（路上ですれ違いざまにする）の3種があった。警察が彼らを情報屋として利用することもあったため、明治末期まで取り締まりは比較的緩かった。
巾着屋の豊の全盛期は明治27-28年（1894-1895年）ごろで、その後を継いだのが明治の大親分湯島の吉であった。湯島の吉は巾着屋の豊に次ぐ親分で、清水の熊というスリの名人の流れをくんだ仕立屋銀次も日清戦争のころに台頭した。当時スリの大立て者として東京にあったのは、湯島の吉と仕立屋銀次と、深川で大徳、びっこの治三公、おいらんの定こと荒井定吉、中折れの文太こと原田文太などに養成された鼈甲勝こと渡辺勝次郎の、3大親分が鼎立する情況であった。すりに苦慮した警視庁は明治27年（1894年）番町招魂社裏の青木善吉の門構えの邸宅に「ドサ」をいれた（踏み込み、本人を引致するとともに証拠物件の検査をする）のがスリにドサをいれた最初で、小親分らに手入れしたことで小親分らが衰退し、3大親分の鼎立となった。
これに、その後上方から上京して一団をなした新宿組のスリのてあいはその勢力が非常に強く、その関係が錯綜し、どれほど跳梁しようと手の下しようが無く、現行犯で逮捕しても仕立屋銀次が口を出すとたちまち釈放されるばかりか、一部からはスリは犯罪捜査の補助的機関であるとさえ考えられた。このような弊害を抜本的に改善しようと考えた当時の赤坂警察署長本堂平四郎警視は、偶然、スリ被害事件で召喚した仕立屋銀次が召喚に応じないことに憤慨し、その検挙を命じた（明治42年（1909年）6月18日）。これを機に警視庁でも武東刑事課長、島谷掏摸主任その他も湯島の吉、鼈甲勝その他に内偵を進め、11月5日、彼らと彼らの通屋（づや。盗賍品取引者）を一斉検挙し、かくて東京で親分株として子分を集めていたものを掃蕩し、従来の刑事とスリとの関係を断絶し、取締を厳ならしめ、そのためにその後は掏摸仲間に統一、連絡は無くなり、被害件数は激減した。
戦後には浮浪児(子供の路上生活者)が生活のためにスリに手を染めることが多かったようで、山谷や深川、川崎の界隈の「スリの学校」と呼ばれる私塾が1週間程度の豪遊生活を餌に「良い暮らしを続け長ければスリになれ」と浮浪児にスリの技術を教えるまでとなっていた。

### 統計による日本でのスリの実態

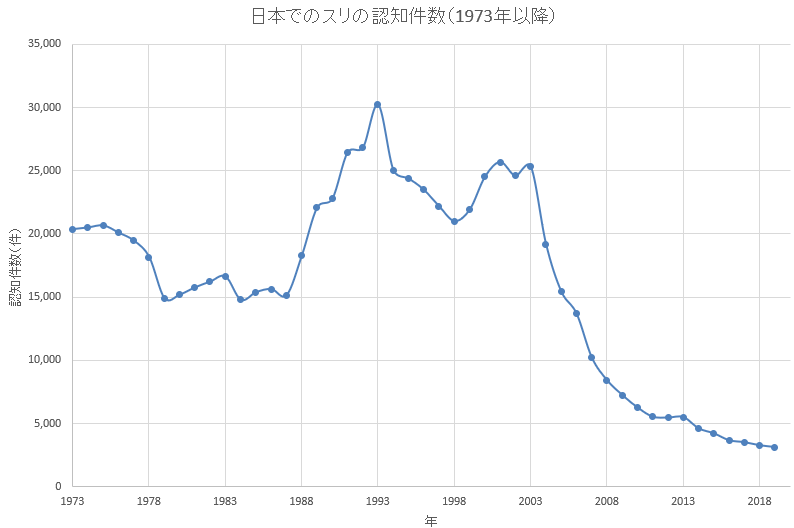
日本におけるスリの認知件数推移(1973年以降)

法務省「犯罪白書」と警察庁「犯罪統計」より、1979年～1987年の間は、約1万5千～1万6千件で推移していたが、バブル景気の影響により1988年から急増し、バブル崩壊最中の1993年には30,217件と統計のある1973年以降最多の件数となった。バブル崩壊後は減少したものの、2003年まで2万件を超える状況が続いていた。2004年以降は減少し、2020年は1,424件と1973年以降最少の件数となった。また、前年と比べて約54.7%減少しており、新型コロナウイルス感染症流行の影響による経済悪化と外出を控える人が多くいた為と考えられる。
また、警察等に認知されていない犯罪の件数（暗数）を含めて実際の犯罪実態を調べる目的で2000年以降数年に1回行われる法務省の2019年犯罪被害実態調査により、スリを含めた個人に対する窃盗被害を警察に届け出た割合は約42.0%であるため、この数値をそのまま2019年の認知件数（3,141件）へ当てはめた場合、暗数を含めた推定被害件数は、約7,500件となり、約4,400件が届け出されてない状態となる。
警察庁「刑法犯に関する統計資料」より、2019年の被害者と加害者の年齢層は、被害者の場合は男女とも20代が多く、全認知件数の約37%を占め、特に20代女性が被害に遭いやすい。加害者は20代が多く、次いで30代であり、これらの年代層で約43.8%を占める。2012年までは、加害者は20代よりも未成年の方が人口比で多かった。

## ヨーロッパ
「国際犯罪被害実態調査（2004／2005年）」によると、各国で最もスリが多かったのはギリシャで、エストニアとアイルランドでも被害率が高くなっている。

### アイルランド
2017年犯罪統計（アイルランド中央統計局）によると、スリ・ひったくりの発生件数は4,963件（4.4%増）で、ダブリンのオコンネル通りやグラフトン通り、テンプルバー地区などで被害が多発している。

### スペイン
2021年のスペインの「一般犯罪統計」によれば、一般犯罪件数1,957,719件のうち置き引き・すり等は493,479件（+17.2%）となっており、地下鉄車内および駅構内、空港、バスターミナル、観光地等で被害が出ている。

## 備考
- 奇術師が、ショーとして舞台上などで観客に対してスリ行為を行う「ピックポケットショー」というものがある。
- 成瀬無極は仕立屋銀次を例に、明治時代のスリの典型的な風体を「スリらしい髪の刈り方をし、スリらしい着物をぞろりと着て帯を腰低に結び、素足に安雪駄」と描写している[14]。